# Сигнальный цвет

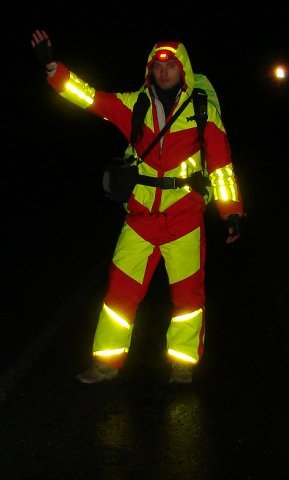
Автостопщик на ночной трассе

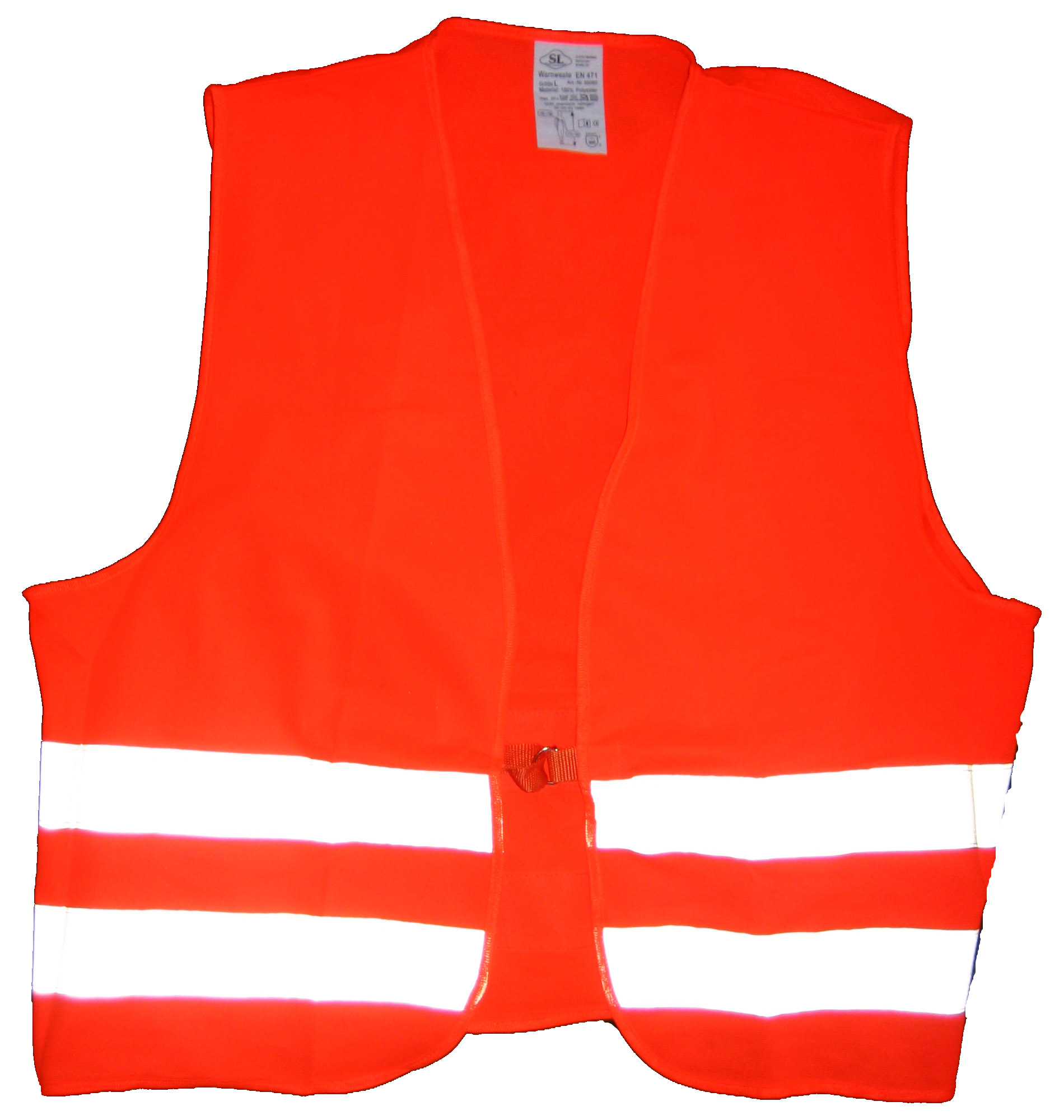
Оранжевый сигнальный жилет со светоотражающими полосами

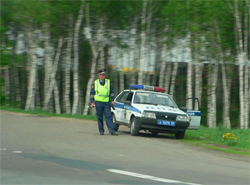
Сотрудник ГАИ на дороге

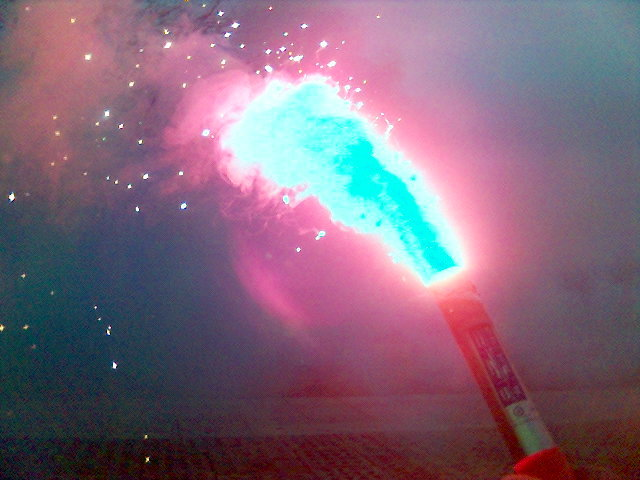
Красный огонь — сигнал опасности на море

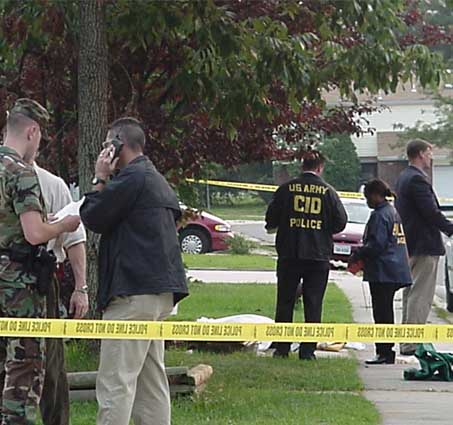
Место преступления, огороженное сигнальной лентой

Сигнальный цвет — цвет, предназначенный для привлечения внимания людей к непосредственной или возможной опасности, рабочим узлам оборудования, машин, механизмов и (или) элементам конструкции, которые могут являться источниками опасных и (или) вредных факторов, пожарной технике, средствам противопожарной и иной защиты, знакам безопасности и сигнальной разметке.
Кроме того, сигнальными цветами отмечают предметы и устройства, которые должны выделяться, быть издалека заметными на местности или на воде: аварийно-спасательную технику, навигационные сооружения и знаки, источники аварийных световых сигналов, спасательную одежду, рыболовные поплавки и т. д.
В качестве сигнальных используются яркие, бросающиеся в глаза цвета:
- прежде всего оранжевый, а также ярко-красный, ярко-жёлтый, яркий жёлто-зелёный и т. п.;
- переменная расцветка (в клетку, в полоску и т. п., также в сочетании с белым или чёрным цветами);
- светоотражающие (световозвращающие), флуоресцентные и люминесцентные покрытия.

В такие цвета окрашена сигнальная одежда, используемая при работе в местах повышенной опасности: на железных и автодорогах, в строительстве и т. д., а также сотрудниками специальных служб, правоохранительных органов, спасателями и др. Кроме того, сигнальную одежду носят охотники для предотвращения несчастных случаев на охоте.
Сигнальная одежда (или отдельные сигнальные элементы) используется для обеспечения безопасности при нахождении на автомобильных дорогах: её носят спортсмены (бегуны, велосипедисты), дети (ярко-жёлтые плащи-дождевики), автостопщики (яркие комбинезоны). В жёлтый цвет окрашены школьные автобусы.
Оранжевый дым дают сигнальные дымовые шашки, оранжевое или красное пламя — сигнал опасности — фальшфейеры и сигнальные ракеты.
| Сигнальный цвет | Атлас стандартных образцов цвета (образцовая мера) АЦ-1000 | Картотека образцов (эталонов) цвета лакокрасочных материалов ТУ 6-10-1449 | Цветовой регистр стандартных образцов цвета RAL | Атлас цветов Манселла | Атлас цветов восьмикрасочной системы смешения «Радуга» | Руководство по рецептурам цветов Pantone |  |
| --------------- | ---------------------------------------------------------- | ------------------------------------------------------------------------- | ----------------------------------------------- | --------------------- | ------------------------------------------------------ | ---------------------------------------- |  |
| Красный         | 1.6 2/2                                                    | 11                                                                        | RAL 3020                                        | 7.5 R 4/14            | -                                                      | Pantone Warm Red С                       |  |
| Жёлтый          | -                                                          | 220                                                                       | RAL 1023                                        | 5 Y 8.5/14            | 22-3                                                   | Pantone 109 С                            |  |
| Зеленый         | 7.5 2/2                                                    | 385                                                                       | RAL 6024                                        | 5 G 4/8               | -                                                      | Pantone 3415 С                           |  |
| Синий           | 12 4/2                                                     | -                                                                         | RAL 5005                                        | 2.5 PB 3/10           | 03-6                                                   | Pantone 301 С                            |  |
| Белый           | -                                                          | -                                                                         | RAL 9003                                        | 9.5                   | -                                                      | -                                        |  |
| Чёрный          | 2/8                                                        | 800                                                                       | RAL 9004                                        | 1                     | 37-7                                                   | -                                        |  |